# Genetica inversa
Con il termine genetica inversa si intende un particolare approccio all'analisi genetica che partendo dal genotipo identifica il fenotipo. Viceversa, la genetica classica porta alla determinazione di un particolare genotipo partendo dall'analisi del fenotipo.
La genetica inversa è un metodo di genetica molecolare che viene utilizzato per aiutare a comprendere la funzione di un gene analizzando gli effetti fenotipici di specifiche sequenze di acidi nucleici dopo essere stati geneticamente modificati. Il processo di solito procede nella direzione opposta dei cosiddetti schermi genetici avanzati della genetica classica. In altre parole, mentre la genetica in avanti cerca di trovare le basi genetiche di un fenotipo o di un tratto, la genetica inversa cerca di trovare quali fenotipi sorgono a seguito di particolari sequenze genetiche.
Il sequenziamento automatico del DNA genera relativamente rapidamente grandi volumi di dati di sequenze genomiche. Molte sequenze genetiche vengono scoperte in anticipo rispetto ad altre informazioni biologiche, meno facilmente ottenibili. La genetica inversa tenta di collegare una determinata sequenza genetica con effetti specifici sull'organismo.

## Introduzione
Con l'avvento delle moderne tecnologie di sequenziamento del DNA e della PCR, i ricercatori si sono trovati di fronte ad un elevato numero di sequenze geniche la cui funzione era ancora sconosciuta. Quindi è nata l'esigenza di alterare la sequenza e quindi la funzione di tali geni per poterne studiare le conseguenze a livello fenotipico. A tale proposito sono state utilizzate varie tecniche di mutagenesi e silenziamento genico.

## Tecniche utilizzate

### Mutagenesi sito diretta
Conoscendo la sequenza di un gene, è possibile effettuare esperimenti di mutagenesi sito specifica (o mutagenesi sito diretta) per osservare le eventuali variazioni nel fenotipo dovute alla mutazione di una o più basi azotate. In particolare, queste alterazioni della normale sequenza del DNA si possono riflettere in un alterato prodotto proteico. Infatti, nel momento in cui tale sequenza viene trascritta, l'mRNA corrispondente sarà diverso dal wild-type e quindi, in caso di una sua eventuale traduzione a livello citoplasmatico, si otterrà una sequenza aminoacidica diversa rispetto alla normale sequenza della proteina codificata dal gene in questione(secondo il codice genetico). La "nuova" proteina così ottenuta potrebbe, in qualche modo, avere effetti sul fenotipo e quindi mediante tale strategia si può comprendere la funzione del gene studiato.
Oltre a inibire la produzione di una proteina (knockout genico) o creare prodotti proteici alterati, si può fare in modo di sovraesprimere un gene di interesse affinché il fenotipo risultante riveli la normale funzione del gene.
Le mutazioni geniche che si possono inserire nella sequenza originaria sono sostituzioni di basi azotate oppure inserzioni o delezioni di nucleotidi. È possibile generare anche mutazioni cromosomiche.
Le mutazioni possono interessare regioni codificanti (esoni) e non codificanti (introni) di un gene, determinando diversi effetti sul prodotto genico.
I metodi di mutagenesi sito diretta sono i seguenti:
- Mutagenesi diretta da oligonucleotidi: attraverso l'uso di un oligonucleotide a singolo filamento;
- Mutagenesi a cassetta: attraverso l'uso di un oligonucleotide a doppio filamento.

Entrambe generano sostituzioni, inserzioni e delezioni di singoli nucleotidi (mutazioni geniche puntiformi); con la mutagenesi a cassetta si può inoltre produrre la delezione di più nucleotidi (mutazione genica estesa).
Le tecniche di mutagenesi diretta da oligonucleotidi utilizzano la reazione a catena della polimerasi (PCR), i vettori plasmidici (con o senza l'ausilio della PCR) o i vettori fagemidici (tra cui il fago M13).

### Mutagenesi casuale
Le tecniche di mutagenesi sito diretta presuppongono non solo la conoscenza della sequenza che si intende modificare, ma anche una certa conoscenza delle proprietà della proteina prodotta dal gene in esame. Se invece non si conoscono struttura e funzione della proteina, è possibile modificare la sequenza del gene attraverso mutagenesi casuale.
Con il termine “casuale” si intende l'impossibilità di prevedere il fenotipo prodotto dalla mutazione, pertanto si procede ad inserire mutazioni “a caso” nella sequenza, senza selezionare specifici nucleotidi. Sulla base del risultato fenotipico ottenuto si procederà in seguito all'individuazione della mutazione che lo ha generato.

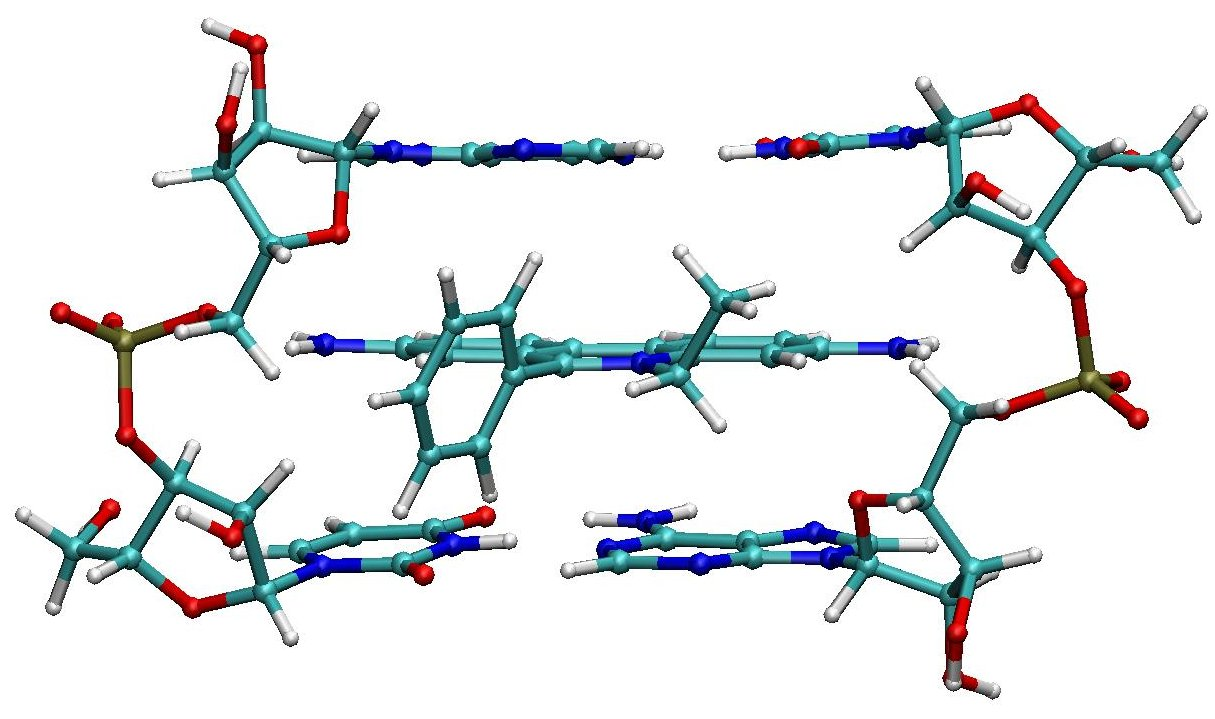
Bromuro di etidio intercalato tra due appaiamenti timina-adenina.

La mutagenesi casuale si mette in atto per mezzo di:
- Primer degenerati: producono varie sostituzioni.
- Analoghi delle basi azotate: elementi aventi una struttura chimica simile alle basi puriniche e pirimidiniche che pertanto si sostituiscono alle basi azotate originali. Il problema si presenta quando la DNA-polimerasi durante la replicazione incontra gli analoghi delle basi, generando come conseguenza appaiamenti errati. Ad esempio, utilizzando il 5-bromouracile (5-BrU) come analogo della timina (T), questo non si appaia con l'adenina (A), bensì con la guanina (G), alterando in tal modo la sequenza genica.
- Agenti che modificano le basi: sostanze chimiche (dette anche mutageni) che generano modificazioni nella struttura chimica delle basi azotate. Tali modifiche comprendono: la rimozione di gruppi amminici da guanina, citosina e adenina (la timina non possiede gruppi amminici) ad opera di agenti deamminanti; l'aggiunta di gruppi idrossilici (-OH) ad opera di agenti idrossilanti; l'aggiunta di gruppi alchilici ad opera di agenti alchilanti. Le basi così modificate presentano proprietà alterate che si riflettono su un anormale appaiamento tra le basi stesse.
- Agenti intercalanti: si interpongono nella doppia elica del DNA favorendo inserzioni e delezioni.
- Radiazioni: sia le radiazioni ultraviolette (UV) che i raggi X danneggiano il DNA. In particolare i raggi X, possedendo un'elevata energia, sono in grado di indurre ionizzazione nelle cellule colpite, mentre i raggi UV sono responsabili dell'inusuale e dannoso appaiamento delle timine con formazione dei cosiddetti dimeri di timina.
- Aflatossina B1: potente cancerogeno che induce il distacco della guanina, la quale viene sostituita con una adenina.

### Silenziamento genico mediante RNAi
Se non si dispone di precise conoscenze sulla sequenza genica, oppure se non si intende intaccare il background genetico creando un organismo geneticamente modificato, è comunque possibile effettuare uno studio funzionale sulle proteine. Infatti, il knockout dell'espressione genica si può attuare anche agendo sull'mRNA e non solo sul DNA, facendo in modo di impedire la traduzione del messaggero del gene studiato.
Il sistema è noto come interferenza a RNA (RNAi), dal momento che fa uso di specifici RNA per “spegnere” la traduzione di un determinato mRNA. Il meccanismo si basa sulla complementarità tra l'mRNA in esame e l'RNAi, che causa la degradazione del bersaglio e quindi la mancata sintesi della proteina. Si potranno dunque osservare gli effetti fenotipici di questo “knockout (o knockdown) funzionale” semplicemente iniettando nelle cellule uno specifico RNA interferente.
Tra le molecole principali coinvolte in questo meccanismo di silenziamento si possono menzionare i siRNA e i miRNA.
Questa tecnica presenta ottimi vantaggi ma ha anche dei limiti, legati al rischio di causare gravi danni alla cellula, portandola ad esempio a morte cellulare programmata.
Grazie allo sviluppo dei sistemi di sequenziamento del DNA e della PCR è oggi possibile rilevare anche mutazioni geniche che non corrispondono ad evidenti variazioni fenotipiche.
Le tecniche di mutagenesi permettono di studiare sia le relazioni tra struttura e funzione di una proteina, sia l'espressione genica e la sua regolazione. Questi sono potenti mezzi per produrre proteine con caratteristiche migliori rispetto a quelle che presentano in natura. Si possono creare infatti proteine con aumentata attività catalitica, e quindi maggior stabilità e specificità per il substrato, nonché proteine chimeriche, ossia prodotte dalla fusione di sequenze di DNA appartenenti a più geni, provenienti persino da organismi di diversa specie.